# Pic de Saint-Barthélemy
Pic de Saint-Barthélemy – szczyt w Pirenejach. Leży w południowej Francji, w departamencie Ariège, przy granicy z Hiszpanią. Należy do Pirenejów Wschodnich.